# Boško Božić
Boško Božić (16 dicembre 1952 – Zagabria, 27 dicembre 2018) è stato un allenatore di pallacanestro croato, fino al 1991 jugoslavo.

## Carriera
Ha guidato la Croazia ai Campionati europei del 1999.